# 佐伯弥生パーキングエリア
佐伯弥生パーキングエリア（さいきやよいパーキングエリア）は、大分県佐伯市弥生にある東九州自動車道のパーキングエリア (PA) である。

## 概要
2016年度に供用開始予定であったが、建設に伴う排土処理の問題や、ニーズの見極めのために延期されていた。2018年より上り線施設の建設を開始、同施設は、2019年9月23日15時に供用開始された。なお、下り線施設については2023年8月現在、付近の4車線化事業と並行して事業中である。
2015年3月に佐伯IC - 蒲江IC間が開通したため、本PAの供用開始までの間（下り線については供用以降も）、東九州道は大分松岡PA - 川南PA間の150 kmがトイレのない区間となっている。ただし、このうちの佐伯IC - 延岡南IC間は無料区間であるためICでの乗り降りは自由であり、佐伯堅田IC付近には佐伯市総合運動公園、蒲江IC付近にはかまえインターパーク、北川IC付近には道の駅北川はゆまがある。

## 歴史
- 2018年（平成30年）度：上り線施設の建設を開始。
- 2019年（令和元年）9月23日：上り線施設を供用開始[3]。

## 施設

### 上り線（大分・福岡方面）
- 駐車場：大型車4台、小型車12台、身障者1台、トレーラー2台
- トイレ：男性小3基、男性大3基（洋式2基、和式1基）・女性6基（洋式5基、和式1基）・多機能1基
- 自動販売機

## 隣
E10 東九州自動車道
(17) 津久見IC - 佐伯弥生PA（上り線のみ） - (18) 佐伯IC/TB